# Launaea procumbens
Launaea procumbens là một loài thực vật có hoa trong họ Cúc. Loài này được (Roxb.) Ramayya & Rajagopal mô tả khoa học đầu tiên năm 1969.